# Hyllus cambridgei
Hyllus cambridgei är en spindelart som beskrevs av Władysław Taczanowski 1878. Hyllus cambridgei ingår i släktet Hyllus och familjen hoppspindlar. Inga underarter finns listade i Catalogue of Life.